# Murawy w Haćkach
Murawy w Haćkach (PLH200015) – obszar mający znaczenie dla Wspólnoty (planowany specjalny obszar ochrony siedlisk) sieci Natura 2000 obejmujący siedliska murawowe pod Bielskiem Podlaskim (157,3 ha). Teren ten jest ponadto w zainteresowaniu archeologów. Pod koniec roku 2010 otrzymał plan zadań ochronnych, jako pierwszy w Polsce obszar Natura 2000. Jako że stwierdzono brak uzgodnienia projektu aktu prawa miejscowego z wojewodą, został on uchylony 15 kwietnia 2011 r., jednak po usunięciu nieprawidłowości formalnych został ponownie przyjęty 27 maja 2011 roku.

## Położenie
OZW Murawy w Haćkach składa się z trzech odrębnych fragmentów leżących na Wysoczyźnie Bielskiej. Większa część znajduje się na terenie wsi Haćki. Obejmuje formy staroglacjalne (niecki wytopiskowe i kemy).

## Przyroda
Najważniejszą część obszaru stanowią pagórki kemowe pokryte murawami kserotermicznymi, jednymi z najlepiej zachowanych na północnym Podlasiu. Duża część obszaru pokryta jest również bardziej zwartymi łąkami i zaroślami. Wśród zarośli są jałowczyska i lasy łęgowe typowe dla tego typu siedlisk, ale również nasadzenia drzew leśnych. Mniejsze fragmenty stanowią torfowisko przepływowe. Większość terenu jest użytkowana rolniczo – od pastwisk, przez łąki, po grunty orne. W ramach obszaru znajduje się mały fragment zabudowy wiejskiej. Z użytkowanych siedlisk najcenniejsze przyrodniczo są ekstensywnie wykorzystywane łąki świeże typu rajgrasowego. Również murawy mają charakter półnaturalny i powstały w wyniku wielowiekowej działalności człowieka. Mozaika siedlisk sprawia, że przyroda okolicy wyróżnia się zróżnicowaniem gatunkowym na tle zdominowanej przez krajobraz rolniczy Równiny Bielskiej. Stwierdzono w niej ok. 400 gatunków roślin naczyniowych i ok. 50 gatunków ptaków, a także po kilka gatunków gadów i płazów. Wiele z nich jest rzadkich lub chronionych prawem polskim i unijnym. Jeden z fragmentów ostoi (pod wsią Proniewicze) był jednym z nielicznych stanowisk wymierającego w Polsce storczyka cuchnącego.

### Siedliska przyrodnicze
OZW Murawy w Haćkach powołano dla ochrony następujących siedlisk przyrodniczych:
- 5130 zarośla jałowca pospolitego na wrzosowiskach lub murawach nawapiennych – 0,2% powierzchni
- 6210 murawy kserotermiczne (Festuco-Brometea) – 2,5% powierzchni
- 6510 świeże łąki użytkowane ekstensywnie (Arrhenatherion elatioris) – 5% powierzchni
- 7230 torfowiska zasadowe o charakterze młak, turzycowisk i mechowisk – 0,1% powierzchni
- 91E0 lasy łęgowe – 5% powierzchni.

### Gatunki chronione na mocy dyrektywy siedliskowej lub ptasiej
- ptaki
  - bocian biały
  - dzięcioł czarny
  - gąsiorek
  - lerka
  - żuraw
- owady
  - czerwończyk nieparek

### Inne cenne gatunki
- rośliny nasienne
  - driakiew żółta
  - dziewięciornik błotny
  - goryczka krzyżowa
  - goździk kartuzek
  - głowienka wielkokwiatowa
  - kocanki piaskowe
  - kukułka krwista
  - pierwiosnek lekarski
  - podkolan biały
  - przetacznik pagórkowy
  - tymotka Boehmera
  - wiązówka bulwkowa
  - zawilec wielkokwiatowy (wyjątkowo liczna populacja)
  - żebrzyca roczna
- płazy
  - ropucha szara
  - żaba jeziorkowa
  - żaba moczarowa
  - żaba trawna
  - żaba wodna
- gady
  - jaszczurka żyworodna
  - padalec zwyczajny

### Inne formy obszarowej ochrony przyrody
Obszar nie jest objęty inną niż wynikająca z sieci Natura 2000 ochroną powierzchniową. Najbliższe mu obszary sieci Natura 2000 to OZW Ostoja w Dolinie Górnej Narwi i SOOP Dolina Górnej Narwi, jednak jest stosunkowo izolowany od sieci.

## Zagrożenia
Główne zagrożenia dla przyrody obszaru to intensyfikacja lub zarzucenie użytkowania pastwiskowo-łąkarskiego. Może to prowadzić odpowiednio do zubożenia gatunkowego, kosztem intensywniejszej produkcji lub do zarośnięcia (spontanicznego lub wskutek zalesień) otwartych terenów. Zniszczenie siedliska może nastąpić również w wyniku wydobycia kruszywa z kemów lub niekontrolowanej działalności archeologicznej i presji turystycznej.